# Ibrahim Muzaffer
Ibrahim Khalil Muzaffer (ar. ابراهيم خليل مظفر; ur. 25 marca 1953) – kuwejcki judoka. Dwukrotny olimpijczyk. Zajął dziewiętnaste miejsce w Montrealu 1976 i Moskwie 1980. Walczył w wadze średniej.

## Letnie Igrzyska Olimpijskie 1976
| Konkurencja | Eliminacje          | Klas. końcowa |
| Konkurencja | Przeciwnik I        | Miejsce       |
| ----------- | ------------------- | ------------- |
| 80 kg       | Brian Jacks (GBR) P | 19.           |

## Letnie Igrzyska Olimpijskie 1980
| Konkurencja | Eliminacje            | Klas. końcowa |
| Konkurencja | Przeciwnik I          | Miejsce       |
| ----------- | --------------------- | ------------- |
| 86 kg       | Detlef Ultsch (GDR) P | 19.           |